# Eus
Eus ([ɛws]; auf Französisch und Katalanisch) ist eine französische Gemeinde des Départements Pyrénées-Orientales in der Region Okzitanien. Sie ist dem Kanton Les Pyrénées catalanes und dem Arrondissement Prades zugeteilt.
Das Dorf ist seit 1984 als eines der Plus beaux villages de France (Schönste Dörfer Frankreichs) klassifiziert.

## Geografie
Das südfranzösische Bergdorf mit 381 Einwohnern (Stand 1. Januar 2022) befindet sich im Conflent am linken Ufer der Têt an einer Terrasse gegenüber des Pic du Canigou. Im Westen grenzt das Gemeindegebiet an das Naturschutzgebiet Réserve naturelle de Conat. Der Ort kann von der Großstadt Perpignan, die 37 Kilometer östlich liegt, über die Route nationale N116 erreicht werden.
Die Terrasse ist nach Süden ausgerichtet und Eus gilt in Frankreich als das Dorf mit der längsten Sonnenscheindauer.

## Geschichte
Der Ort war im Mittelalter befestigt. Im Früh- und Hochmittelalter gehörten die Burg und das dazugehörige Lehen den Grafen von Cerdagne.
| Jahr      | 1962 | 1968 | 1975 | 1982 | 1990 | 1999 | 2009 |
| Einwohner | 370  | 370  | 330  | 355  | 361  | 375  | 405  |

## Sehenswürdigkeiten
- Die romanische Kapelle Chapelle Saint-Vincent wurde im 11. und 13. Jahrhundert erbaut. Sie befindet sich talwärts etwa ein Kilometer außerhalb des Dorfkerns und ist von einem Friedhof umgeben. Bemerkenswert ist das Portal, das auf das 13. Jahrhundert zurückgeht und aus lokalem Marbre rose (eigentlich kein Marmor, sondern rötlicher Kalkstein) besteht. Die Kapelle ist seit 1960 ein französisches Kulturdenkmal[3].
- Die Kirche Église Saint-Vincent-d’En-Haut aus der ersten Hälfte des 18. Jahrhunderts befindet sich im erhöhten Dorfzentrum und ist seit 1990 ein französisches Kulturdenkmal[4].
- Der Dolmen du Coll del Tribe liegt auf der Gemeindegrenze von Eus.
- Die malerischen Gassen, die durchgehend gepflastert sind.

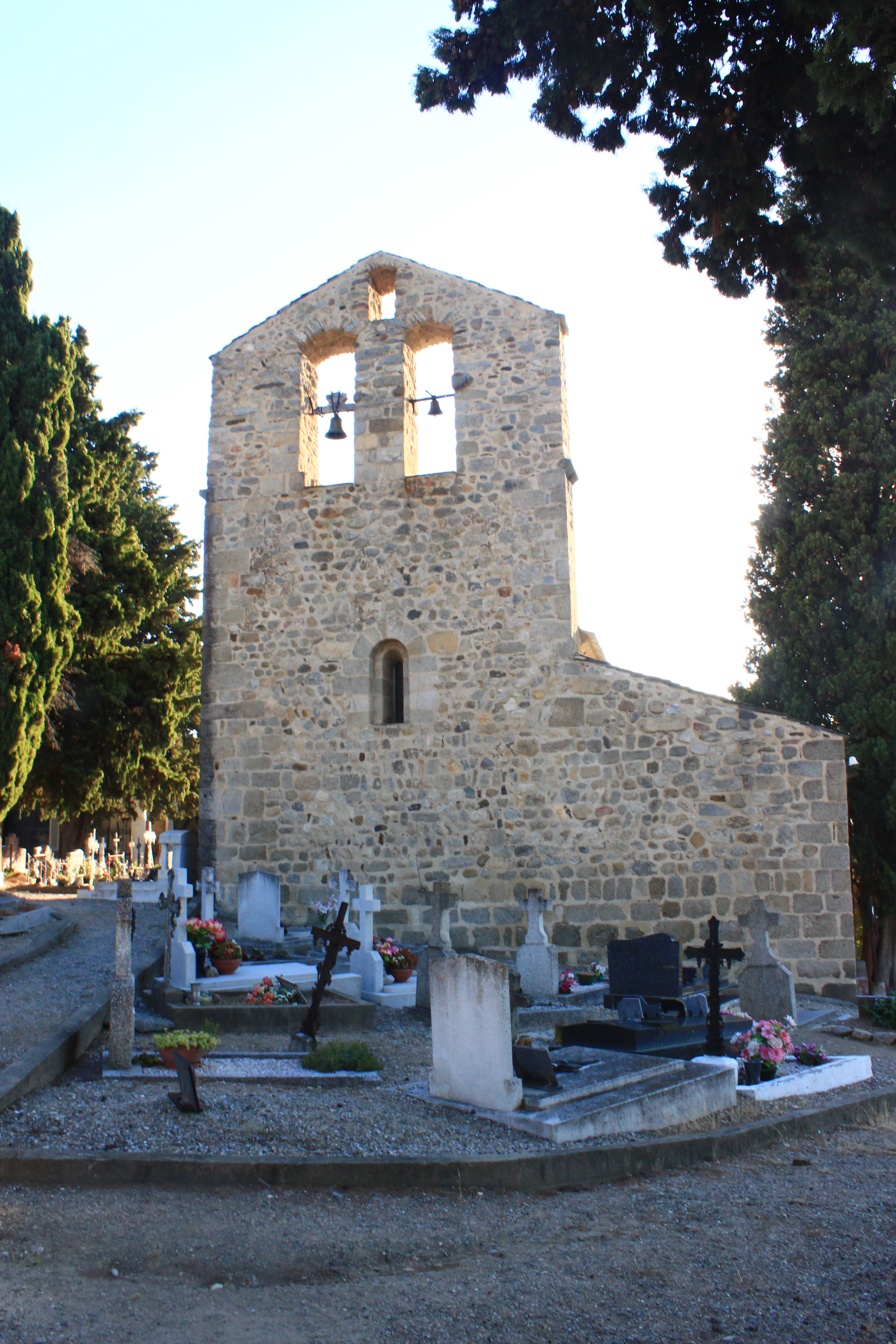
Chapelle Saint-Vincent
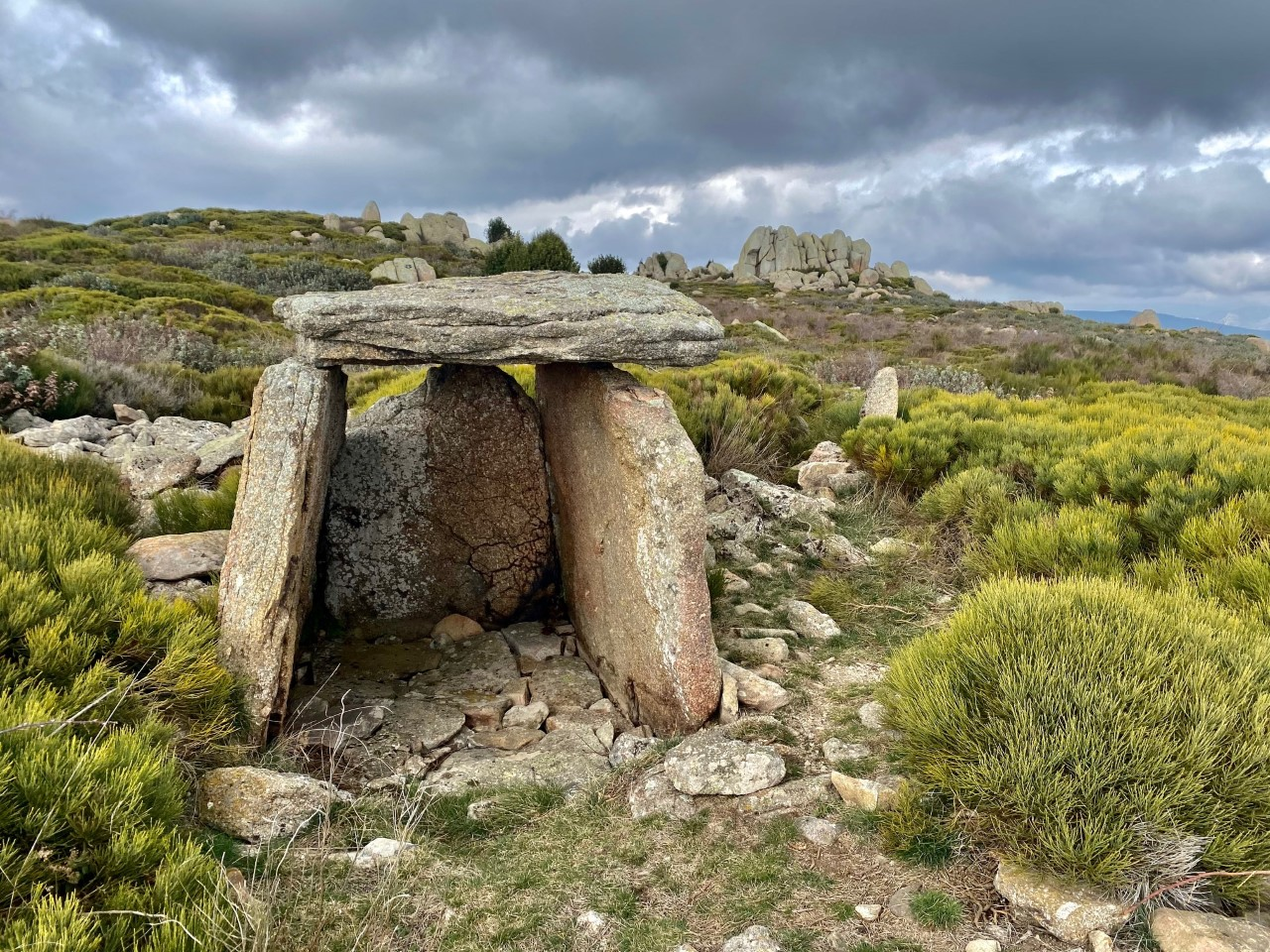
Dolmen du Coll del Tribe
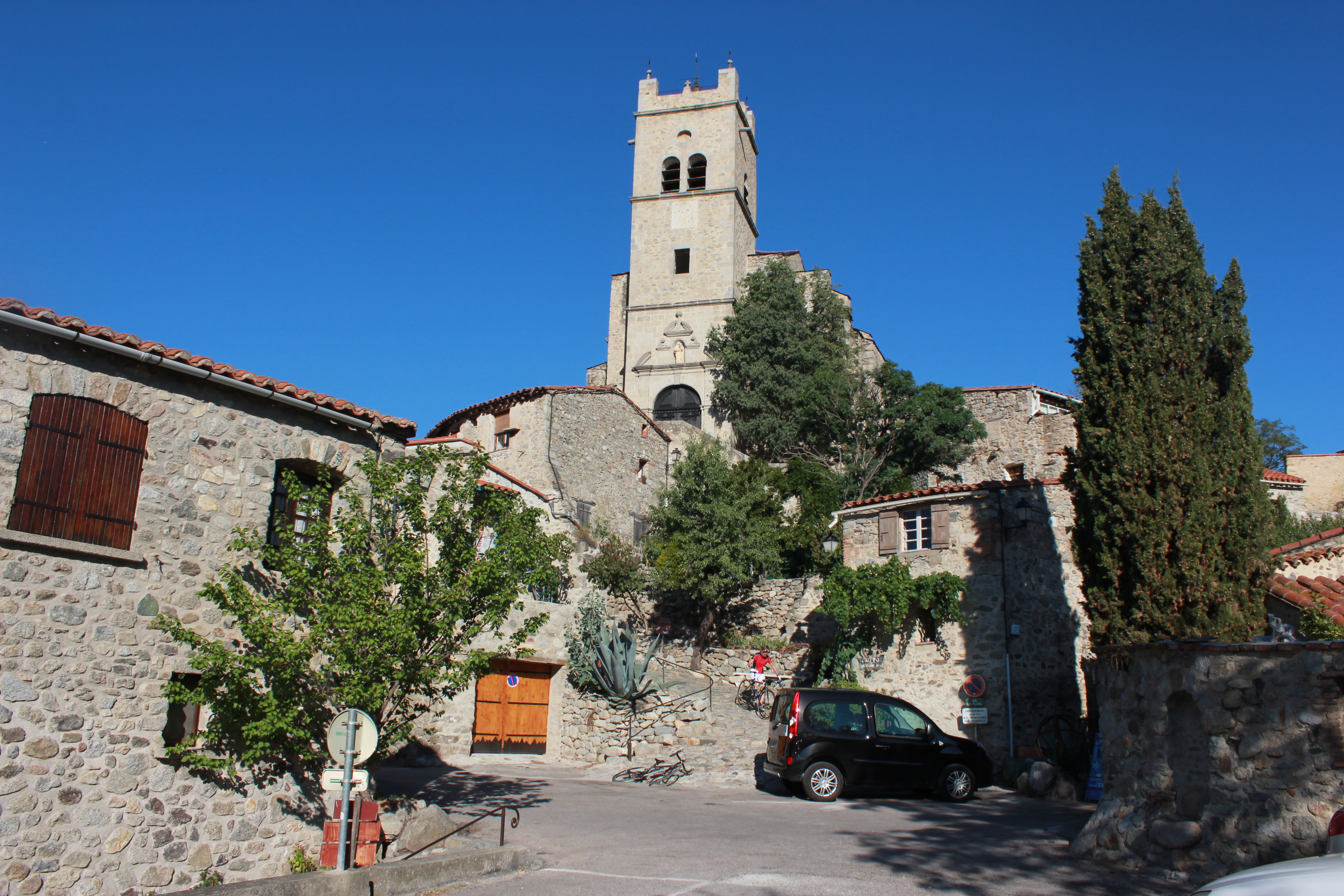
Église Saint-Vincent-d’En-Haut
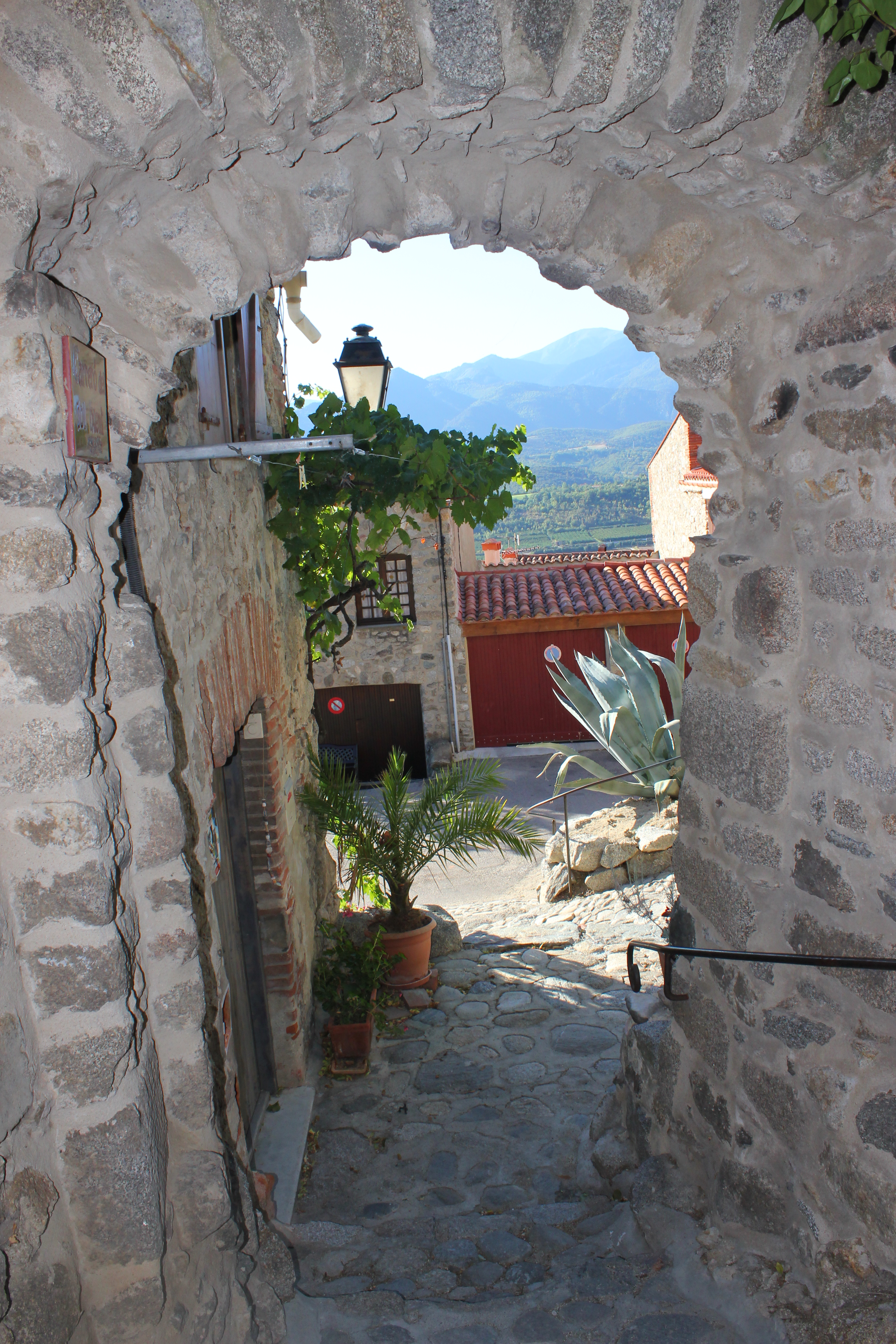
Gassenszenerie
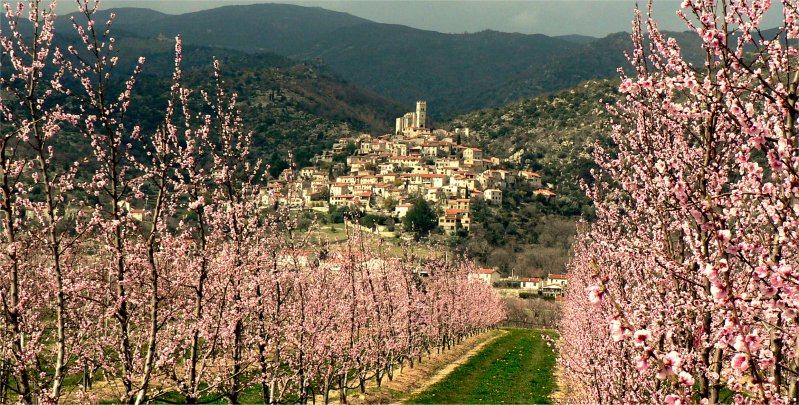
Eus, im Vordergrund blühende Pfirsichbäume

## Persönlichkeiten
- Ursula Vian-Kübler (1928–2010), die zweite Ehefrau von Boris Vian (1920–1959), wohnte bis zu ihrem Tod im Jahre 2010 im Haus der Stiftung Fondation Boris Vian.